# 麦加利银行大楼 (上海)
麦加利银行大楼，曾改称春江大楼，是上海外滩建筑群中的一座文艺复兴式样的建筑，位于外滩18号，南邻字林大楼，北邻汇中饭店大楼。大楼启建于1922年，由英资麦加利银行出资，公和洋行设计，英商德罗·考尔洋行承建。建成后作为麦加利银行，即今渣打银行的上海分行所在地。1994年，大楼入选第二批上海市优秀历史建筑。
2002年，上海珩意房地产经营有限公司接手外滩18号楼的修复改建工程，聘请威尼斯古建筑修复专家Kokaistudios精心修复。该修复工程还获得了联合国教科文组织2006年亚太文化遗产保护奖。2004年11月20日，外滩18号改建完工后，1－2楼的欧洲名牌精品店陆续开张。此外，现在大楼内还有艺术中心、画廊、餐厅和咖啡馆等。

## 历史
麦加利银行又名渣打银行（Chartered Bank），1853年由英国皇室特许成立，先后开设了第一批3个海外分行：加尔各答、孟买和上海。1857年11月，麦加利银行在上海设分行。上海分行的首任经理为麦加利，银行故而得名。首家分行开设在北门街（今河南南路，在延安东路至人民路之间），后又在江西路设分行。1892年，上海第一家外资银行丽如银行破产，其在外滩18号的行址被麦加利银行买下，这是一座3层砖木结构的英式大楼。但之后，大楼受汇中饭店大火的波及，需要重建。但因为第一次世界大战的影响，5层的新楼到1922年才开始兴建。
1949年后，虽然麦加利银行得以继续营业，但因规模缩小，于1955年迁出这座大楼，到圆明园路185号设留守办事处。房管局接管这座大楼后，改名春江大楼，曾由上海家用纺织品公司、中波轮船公司等 （1962年－1998年）国营单位使用。后来渣打银行没有回到外滩原址，上海分行选址在浦东陆家嘴。
2019年3月8日，上海久事美術館18號藝術空間在麦加利银行大楼揭幕。

## 建筑特色
麦加利银行大楼分前楼和后楼。前楼为一方形建筑，共5层，占地1,755平方米，建筑面积10,256平方米。大楼为钢筋混凝土结构，文艺复兴式建筑。立面为三段式，底层花岗岩贴面；2到3层为中段，中间正方形部分凸进，设立地窗，立地窗前贯以2根爱奥尼柱式的大石柱。故而中段也是该建筑最壮观的部分。四层上挑出檐口。五层中部的3个窗柱间又以2根小柱分为3格。屋顶上还设有平台。后楼建在19世纪，在改建后同为钢筋混凝土结构，占地893平方米，建筑面积达2,466平方米。

## 圖片
- 清朝时期的麦加利银行旧楼
- 麦加利银行旧楼及內部，約1908年
- 原麦加利银行外观